# ۱-آمینوسیکلوپروپان-۱-کربوکسیلیک اسید
۱-آمینوسیکلوپروپان-۱-کربوکسیلیک اسید (به انگلیسی: 1-Aminocyclopropane-1-carboxylic acid) یک ترکیب شیمیایی با شناسه پاب‌کم ۵۳۵ است. که جرم مولی آن ۱۰۱٫۱ g/mol می‌باشد. 